# Guillem Colom
Guillem Colom Barrufet (Andorra la Vella, 16 settembre 1991) è un cestista andorrano.
È il fratello di Quino Colom, a sua volta cestista.

## Palmarès
- Copa Príncipe de Asturias: 1

Andorra: 2014
- Liga catalana: 2

Andorra: 2018, 2020